# False Bay Lake
False Bay Lake (23 kwietnia 1940–5 listopada 1953 Holmes Pond) – dawne jezioro (do 1940 i 1953–1974 lake, 1940–1953 pond) w kanadyjskiej prowincji Nowa Szkocja, w hrabstwie Cape Breton, na południowy wschód od miejscowości Sydney, od 5 września 1974 po zaniknięciu plaży False Bay Beach tereny akwenu stanowią część zatoki False Bay; nazwa False Bay Lake urzędowo zatwierdzona 31 marca 1924.